# Dustin Jeffrey
Dustin Jeffrey (né le 27 février 1988 à Sarnia dans la province d'Ontario au Canada) est un joueur professionnel canadien de hockey sur glace.

## Carrière
Dustin Jeffrey commence sa carrière en 2003-04 puis rejoint pour la saison 2004-2005 la Ligue de hockey de l'Ontario les IceDogs de Mississauga. Il joue la saison avec les IceDogs puis rejoint les Greyhounds de Sault-Sainte-Marie au cours de la saison suivante. Il participe avec l'équipe LHOu au Défi ADT Canada-Russie en 2006 et 2007.
Il est repêché au sixième tour, 171e au total par les Penguins de Pittsburgh lors du repêchage d'entrée 2007 dans la Ligue nationale de hockey. Il est alors le dernier joueur choisit par l'équipe lors de cette année. Le 9 septembre 2007, il signe un contrat de trois saisons avec la franchise de Pittsburgh mais rejoint tout de même pour la saison 2007-2008 son équipe de la LHO. À l'issue de la saison, il joue tout de même quinze matchs dans la Ligue américaine de hockey pour les Penguins de Wilkes-Barre/Scranton, équipe affiliée à Pittsburgh lors des séries de la Coupe Calder. Les Penguins perdent en finale de la Coupe 4 matchs à 2 contre les Wolves de Chicago
Il fait ses débuts avec la franchise de la LNH en décembre 2008 mais ne joue que quatorze matchs sur la 2008-2009 et passe tout le reste du temps dans la LAH. Lors de la saison 2009-2010, il est sélectionné pour le Match des étoiles avec l'équipe Canada en tant que titulaire. À l'issue de la saison régulière, il est le meilleur pointeur de l'équipe avec 71 réalisations en 77 rencontres. Le 2 mars 2015, il est échangé aux Islanders de New York en retour de Cory Conacher. Le 1er juillet 2015, il signe un contrat de 2 ans de 1,2 million de dollars par année avec les Coyotes de l'Arizona.
Avec le Lausanne Hockey Club, en 2017 il terminié les 50 matchs de saison régulière meilleur passeur et meilleur compteur de LHC. Et en 2018 il est le meilleur passeur et compteur de LHC et de National Ligue.

## Trophées et honneurs personnels
- 2009-2010 : sélectionné pour le Match des étoiles de la LAH avec l'équipe Canada (titulaire).
- 2010-2011 : sélectionné pour le Match des étoiles de la LAH avec l'association de l'Est.
- 2013-2014 : champion de la Coupe Calder avec les Stars du Texas.
- 2015-2016 :
  - sélectionné pour le Match des étoiles de la LAH avec la division Atlantique.
  - nommé dans la deuxième équipe d'étoiles de la LAH.

## Statistiques
| Saison     | Équipe                            | Ligue      |     | Saison régulière | Saison régulière | Saison régulière | Saison régulière | Saison régulière |    | Séries éliminatoires | Séries éliminatoires | Séries éliminatoires | Séries éliminatoires | Séries éliminatoires |
| Saison     | Équipe                            | Ligue      | PJ  | B                | A                | Pts              | Pun              | PJ               | B  | A                    | Pts                  | Pun                  |                      |                      |
| 2004-2005  | IceDogs de Mississauga            | LHO        | 53  | 10               | 15               | 25               | 20               | -                | -  | -                    | -                    | -                    |                      |                      |
| 2005-2006  | IceDogs de Mississauga            | LHO        | 30  | 6                | 9                | 15               | 26               | -                | -  | -                    | -                    | -                    |                      |                      |
| 2005-2006  | Greyhounds de Sault-Sainte-Marie  | LHO        | 39  | 12               | 11               | 23               | 10               | 4                | 1  | 2                    | 3                    | 2                    |                      |                      |
| 2006-2007  | Greyhounds de Sault-Sainte-Marie  | LHO        | 68  | 34               | 68               | 92               | 40               | 13               | 6  | 12                   | 18                   | 11                   |                      |                      |
| 2007-2008  | Greyhounds de Sault-Sainte-Marie  | LHO        | 56  | 38               | 59               | 97               | 30               | 14               | 3  | 8                    | 11                   | 12                   |                      |                      |
| 2007-2008  | Penguins de Wilkes-Barre/Scranton | LAH        | -   | -                | -                | -                | -                | 15               | 2  | 1                    | 3                    | 4                    |                      |                      |
| 2008-2009  | Penguins de Wilkes-Barre/Scranton | LAH        | 63  | 11               | 26               | 37               | 31               | 12               | 5  | 5                    | 10                   | 8                    |                      |                      |
| 2008-2009  | Penguins de Pittsburgh            | LNH        | 14  | 1                | 2                | 3                | 0                | -                | -  | -                    | -                    | -                    |                      |                      |
| 2009-2010  | Penguins de Wilkes-Barre/Scranton | LAH        | 77  | 24               | 47               | 71               | 16               | 4                | 0  | 1                    | 1                    | 6                    |                      |                      |
| 2009-2010  | Penguins de Pittsburgh            | LNH        | 1   | 0                | 0                | 0                | 0                | -                | -  | -                    | -                    | -                    |                      |                      |
| 2010-2011  | Penguins de Wilkes-Barre/Scranton | LAH        | 40  | 17               | 28               | 45               | 8                | -                | -  | -                    | -                    | -                    |                      |                      |
| 2010-2011  | Penguins de Pittsburgh            | LNH        | 25  | 7                | 5                | 12               | 4                | -                | -  | -                    | -                    | -                    |                      |                      |
| 2011-2012  | Penguins de Wilkes-Barre/Scranton | LAH        | 2   | 0                | 1                | 1                | 0                | -                | -  | -                    | -                    | -                    |                      |                      |
| 2011-2012  | Penguins de Pittsburgh            | LNH        | 26  | 4                | 2                | 6                | 2                | -                | -  | -                    | -                    | -                    |                      |                      |
| 2012-2013  | KHL Medveščak                     | EBEL       | 20  | 11               | 12               | 23               | 20               | -                | -  | -                    | -                    | -                    |                      |                      |
| 2012-2013  | Penguins de Pittsburgh            | LNH        | 24  | 3                | 3                | 6                | 2                | -                | -  | -                    | -                    | -                    |                      |                      |
| 2013-2014  | Penguins de Pittsburgh            | LNH        | 10  | 0                | 1                | 1                | 2                | -                | -  | -                    | -                    | -                    |                      |                      |
| 2013-2014  | Stars de Dallas                   | LNH        | 24  | 2                | 1                | 3                | 0                | -                | -  | -                    | -                    | -                    |                      |                      |
| 2013-2014  | Stars du Texas                    | LAH        | 21  | 4                | 6                | 10               | 2                | 19               | 7  | 5                    | 12                   | 2                    |                      |                      |
| 2014-2015  | Comets d'Utica                    | LAH        | 49  | 17               | 24               | 41               | 18               | -                | -  | -                    | -                    | -                    |                      |                      |
| 2014-2015  | Sound Tigers de Bridgeport        | LAH        | 20  | 8                | 15               | 23               | 4                | -                | -  | -                    | -                    | -                    |                      |                      |
| 2015-2016  | Falcons de Springfield            | LAH        | 45  | 13               | 33               | 46               | 18               | -                | -  | -                    | -                    | -                    |                      |                      |
| 2015-2016  | Coyotes de l'Arizona              | LNH        | 7   | 1                | 1                | 2                | 2                | -                | -  | -                    | -                    | -                    |                      |                      |
| 2015-2016  | Penguins de Wilkes-Barre/Scranton | LAH        | 19  | 7                | 11               | 18               | 2                | 10               | 1  | 7                    | 8                    | 0                    |                      |                      |
| 2016-2017  | Lausanne HC                       | LNA        | 49  | 18               | 28               | 46               | 8                | 4                | 0  | 1                    | 1                    | 0                    |                      |                      |
| 2017-2018  | Lausanne HC                       | LNA        | 50  | 13               | 44               | 57               | 4                | 4                | 3  | 6                    | 9                    | 0                    |                      |                      |
| 2018-2019  | Lausanne HC                       | LNA        | 44  | 15               | 31               | 46               | 10               | 8                | 5  | 3                    | 8                    | 2                    |                      |                      |
| 2019-2020  | Lausanne HC                       | LNA        | 50  | 12               | 23               | 35               | 2                | -                | -  | -                    | -                    | -                    |                      |                      |
| 2020-2021  | CP Berne                          | LNA        | 48  | 16               | 27               | 43               | 12               | 9                | 0  | 5                    | 5                    | 4                    |                      |                      |
| 2021-2022  | CP Berne                          | LNA        | 23  | 4                | 8                | 12               | 12               | -                | -  | -                    | -                    | -                    |                      |                      |
| 2022-2023  | Grizzlys Wolfsbourg               | DEL        | 54  | 12               | 41               | 53               | 22               | 14               | 1  | 2                    | 3                    | 2                    |                      |                      |
| Totaux LAH | Totaux LAH                        | Totaux LAH | 336 | 101              | 191              | 292              | 99               | 60               | 15 | 19                   | 34                   | 20                   |                      |                      |
| Totaux LNH | Totaux LNH                        | Totaux LNH | 131 | 18               | 15               | 33               | 12               | -                | -  | -                    | -                    | -                    |                      |                      |